# Brandy Ledford
 (avril 2016).
Si vous disposez d'ouvrages ou d'articles de référence ou si vous connaissez des sites web de qualité traitant du thème abordé ici, merci de compléter l'article en donnant les références utiles à sa vérifiabilité et en les liant à la section « Notes et références ».
Brandy Ledford, de son vrai complet Brandy Lee Ledford, née le 4 février 1969 à Denver, en Colorado, aux (États-Unis), est une actrice, productrice et mannequin américaine ancienne Penthouse Pet of the Year.

## Biographie

### Enfance
Brandy Ledford est née à Denver dans l'État du Colorado. Elle a déménagé[Quand ?] à de nombreuses reprises.[réf. nécessaire] Elle aime la lecture, les films, le shopping, les voyages, le snowboard et le kick boxing.[réf. nécessaire] C'est également une spectatrice de tennis, de football américain et de hockey sur glace.[réf. nécessaire] Brandy Ledford est devenue[Quand ?] une fervente chrétienne.[réf. souhaitée]

### Carrière
Brandy Ledford décrocha des rôles de premier plan dans la saison 10 de la série Alerte à Hawaï , et dans la série Invisible Man; Elle a fait des apparitions dans d'autres séries télévisées de science-fiction.
Elle a posé[Quand ?] pour des magazines de charme, seule ou en duo féminin, notamment dans Penthouse, Genesis, Club International, et Hustler. Elle apparaît dans une vidéo pornographique en compagnie du musicien Vince Neil et de l'actrice porno Janine Lindemulder, vidéo qui a été distribuée sans qu'elle le sache et sans son consentement.
Elle a ensuite joué dans plusieurs films grand public avant de devenir une actrice reconnue de télévision[non neutre]. Elle a incarné le rôle de Doyle dans la série télévisée de science-fiction Andromeda. Récemment[Quand ?], elle a été nommée pour le Leo Award de la meilleure actrice dans un second rôle, pour son rôle de Shelby Varland dans la série télévisée Whistler.

## Filmographie

### Cinéma
- 1993 : Demolition Man de Marco Brambilla : Fiber Op Girl
- 1994 : Les Vacances des maîtres plongeurs (en) (National Lampoon's Last Resort) de Rafal Zielinski : Mermaid
- 1996 : Irresistible Impulse de Jag Mundhra : Heather McNeill
- 2000 : Mes cinq chéries (en) (My 5 Wives) de Sidney J. Furie : Blanche
- 2000 : We All Fall Down de Martin Cummins : Ultimate Woman
- 2001 : Separate Ways de Stuart Canterbury :
- 2001 : Cash Express (Rat Race) de Jerry Zucker : Vicky
- 2004 : Ice Men (en) de Thom Best : Renee

### Téléfilms
- 1993 : Attirance extrême (Indecent Behavior) de Lawrence Lanoff : Elaine Croft
- 1996 : Pier 66 de Michael Lange : Alex Davies
- 1996 : Panique en plein ciel (en) (Panic in the Skies!) de Paul Ziller : Charlene Davis
- 2000 : (court métrage) Just Candy de Brad Whitlock :
- 2000 : Un président en ligne de mire (First Target) de Armand Mastroianni : Kelsey Innes
- 2001 : Strange Frequency de Mary Lambert et Bryan Spicer : Christine
- 2001 : Dangereuses fréquentations au Zebra Lounge de Kari Skogland : Wendy Barnet
- 2002 : Et nous nous reverrons (We'll Meet Again) de Michael Storey : Molly Lasch
- 2004 : Ligne de faille (Faultline) de Rex Piano : Lynn Larson McAllister
- 2004 : Behind the Camera: The Unauthorized Story of Charlie's Angels de Francine McDougall : Candy Spelling
- 2008 : La Vengeance faite femme (The Love of Her Life) de Robert Malenfant : Kathryn Brown

### Séries télévisées
- 1994 : The George Carlin Show : Tammir (Saison 2 -Épisode 2)
- 1994 : Les Dessous de Palm Beach (Silk Stalkings) : Tamara Knight (Saison 4 -Épisode 12)
- 1995 : Mariés, deux enfants (Married… with Children) : Brandi (Saison 9 -Épisode 14)
- 1995 : Surfers détectives (High Tide) : Sandra Peck (Saison 2 -Épisode 3)
- 1995 : Walker, Texas Ranger : Lisa Burns (Saison 4 -Épisode 5)
- 1997-1998 : Fast Track : Mimi Chandler (23 épisodes)
- 1998 : Au-delà du réel : L'aventure continue (The Outer Limits) : Dr Elana Chomsky (Saison 4 - Épisode 20 : Leur dernier cauchemar)
- 1998 : Welcome to Paradox : Sergent Darcy (Saison 1 -Épisode 1)
- 1998 : First Wave : Michelle (Saison 1 -Épisode 14)
- 1999 : Le Drew Carey Show (The Drew Carey Show) : Mannequin (Saison 4 -Épisode 20)
- 1999 : Viper : Tina Bloom (Saison 3 -Épisode 16)
- 1999 : Poltergeist : Les Aventuriers du surnaturel (Poltergeist: The Legacy) : Vicky (Saison 4 -Épisode 18)
- 1999 - 2000 : Alerte à Hawaï (Baywatch) : Dawn Masterton (Saison 10 - 22 épisodes)
- 2001-2002 : Invisible Man (The Invisible Man) : Alex Monroe (17 épisodes)
- 2002 : Smallville : Mrs. Gibson (Saison 1 -Épisode 16)
- 2004 : Cold Squad, brigade spéciale (Cold Squad) : Cori Thompson (Saison 7 -Épisode 1)
- 2004 : Stargate SG-1, Saison 8 Épisode 10 : Sans pitié : Zarin
- 2004 - 2005 : Andromeda : Doyle (20 épisodes)
- 2006 : Stargate Atlantis, Saison 2 Épisode 19 : Inferno : Norina
- 2006 - 2007 : Whistler : Shelby Varland (8 épisodes)
- 2009 : Modern Family, Saison 1 Épisode 2 : Desiree
- 2013 : NCIS : Los Angeles, Saison 4 épisode 11 : Allison Hall

### Comme productrice
- 2000 : We All Fall Down

## Voix françaises
Christine Paris

## Récompenses et nominations

### Nomination
- Leo Award de la seconde meilleure actrice pour son rôle de Shelby Varland pour la série télévisée Wisthler[4]

## Source
- (en) Cet article est partiellement ou en totalité issu de l’article de Wikipédia en anglais intitulé « Brandy Ledford » (voir la liste des auteurs).